# Лейкленд (Флорида)

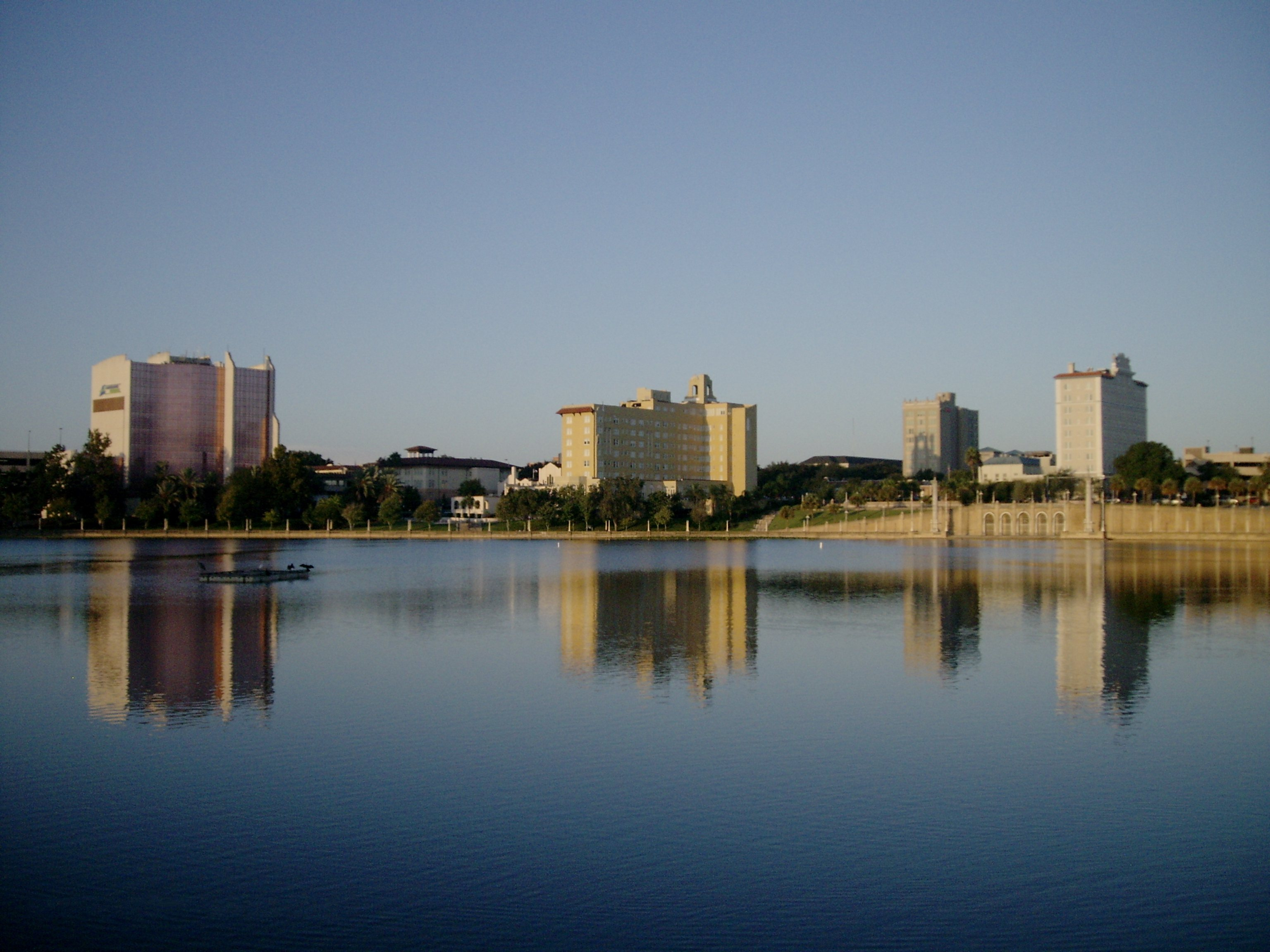
Вигляд центру міста над озером Міррор

Лейкленд (англ. Lakeland) — місто (англ. city) в США, в окрузі Полк на південному центрі штату Флорида, на рівнині Флоридського півострову серед озер. Населення — 112 641 особа (2020); агломерації Лейкланд—Винтер-Гавен — 583 403 особи (2009 рік)..
Місто засноване 1885 року. У Лейкленді 38 озер. Також багато затоплених кар'єрів видобутку фосфатів. Найбільше озеро міста — озеро Паркер з площею поверхні 10,3 км². Інші важливі озера: Голлинґсворт, Мортон, Міррор, Ґибсон. На озерах селяться лебеді.
Середньодобова температура липня — +29 °C, січня — +17 °C. Щорічні опади — 1250 мм з піком на місяці.
Релігійний Лейкленд відомий юдейською громадою й храмом Емануїл, одним з перших індуїстських храмів у ЗДА й харизматичними зібраннями.
У Лейкленді розташовано Флоридський південний коледж і Полкський музей мистецтва при ньому.

## Географія
Лейкланд розташований за координатами 28°3′21″ пн. ш. 81°57′13″ зх. д. / 28.05583° пн. ш. 81.95361° зх. д. (28.055964, -81.953682). За даними Бюро перепису населення США в 2010 році місто мало площу 192,41 км², з яких 169,05 км² — суходіл та 23,35 км² — водойми.

### Клімат
| Клімат : Лейкланд                          | Клімат : Лейкланд | Клімат : Лейкланд | Клімат : Лейкланд | Клімат : Лейкланд | Клімат : Лейкланд | Клімат : Лейкланд | Клімат : Лейкланд | Клімат : Лейкланд | Клімат : Лейкланд | Клімат : Лейкланд | Клімат : Лейкланд | Клімат : Лейкланд | Клімат : Лейкланд |
| Показник                                   | Січ.              | Лют.              | Бер.              | Квіт.             | Трав.             | Черв.             | Лип.              | Серп.             | Вер.              | Жовт.             | Лист.             | Груд.             | Рік               |
| Абсолютний максимум, °C                    | 30,6              | 32,2              | 33,3              | 35,0              | 39,4              | 40,6              | 38,9              | 37,8              | 36,7              | 35,6              | 33,9              | 30,6              | 40,6              |
| Середній максимум, °C                      | 23,1              | 24,9              | 27,2              | 29,8              | 32,6              | 34,0              | 34,4              | 34,6              | 33,2              | 30,3              | 26,6              | 23,6              | 29,6              |
| Середній мінімум, °C                       | 10,1              | 11,4              | 13,4              | 15,6              | 19,2              | 22,1              | 22,7              | 22,8              | 22,3              | 18,9              | 14,7              | 11,3              | 17,1              |
| Абсолютний мінімум, °C                     | −6,7              | −2,8              | −3,9              | 1,7               | 8,3               | 13,3              | 17,8              | 17,2              | 16,7              | 5,6               | −2,2              | −6,7              | −6,7              |
| Середня кількість сонячних годин на місяць | 203,2             | 209,4             | 258,2             | 302,1             | 306,7             | 255,8             | 255,4             | 248,9             | 226,5             | 239,9             | 213,4             | 203,5             | 2923,0            |
| Норма опадів, мм                           | 66                | 68                | 93                | 65                | 81                | 222               | 200               | 191               | 155               | 66                | 45                | 73                | 1325              |
| Днів з дощем                               | 7,8               | 7,4               | 7,8               | 6,4               | 7,5               | 14,4              | 17,1              | 16,8              | 12,4              | 6,9               | 6,4               | 5,9               | 116,8             |
| ------------------------------------------ | ----------------- | ----------------- | ----------------- | ----------------- | ----------------- | ----------------- | ----------------- | ----------------- | ----------------- | ----------------- | ----------------- | ----------------- | ----------------- |
| Джерело:                                   |                   |                   |                   |                   |                   |                   |                   |                   |                   |                   |                   |                   |                   |

## Демографія
Згідно з переписом 2010 року, у місті мешкали 97 422 особи в 40 758 домогосподарствах у складі 24 343 родин. Густота населення становила 506 осіб/км². Було 48218 помешкань (251/км²).
Расовий склад населення:
| - 70,8 % — білих - 20,9 % — чорних або афроамериканців - 1,8 % — азіатів - 0,3 % — корінних американців - 0,1 % — вихідців з тихоокеанських островів - 3,4 % — осіб інших рас |

До двох чи більше рас належало 2,7 %. Частка іспаномовних становила 12,6 % від усіх жителів.
За віковим діапазоном населення розподілялося таким чином: 21,0 % — особи молодші 18 років, 58,3 % — особи у віці 18—64 років, 20,7 % — особи у віці 65 років та старші. Медіана віку мешканця становила 39,8 року. На 100 осіб жіночої статі у місті припадало 88,3 чоловіків; на 100 жінок у віці від 18 років та старших — 84,2 чоловіків також старших 18 років.
Середній дохід на одне домашнє господарство становив 54 111 долар США (медіана — 39 706), а середній дохід на одну сім'ю — 65 047 доларів (медіана — 47 929). Медіана доходів становила 40 750 доларів для чоловіків та 33 736 доларів для жінок. За межею бідності перебувало 19,2 % осіб, у тому числі 26,7 % дітей у віці до 18 років та 10,2 % осіб у віці 65 років та старших.
Цивільне працевлаштоване населення становило 39 608 осіб. Основні галузі зайнятості: освіта, охорона здоров'я та соціальна допомога — 24,7 %, роздрібна торгівля — 16,3 %, науковці, спеціалісти, менеджери — 10,1 %, мистецтво, розваги та відпочинок — 10,0 %.

## Персоналії
- Френсіс Лангфорд (1913—2005) — американська актриса, радіоведуча та співачка.